# Лауфер, Александр
Александр Лауфер (англ. Alexander Laufer) — директор Консорциума по управлению проектами в Висконсинском университете в Мэдисоне. Он известен прежде всего своими разработками практикооснованной теории управления проектами, использованием неявных знаний компетентных специалистов-практиков успешных организаций.

## Биография
Первые восемь лет профессиональной жизни Лауфера были посвящены разработке и реализации строительных проектов. Получив степень PhD в области гражданского строительства в Техасском университете в Остине, он расширил свою сферу управленческой деятельности до управления технологическими и организационными проектами в различных отраслях промышленности.

## Книги
- 1994 г. — In Quest of Project Excellence Through Stories совместно с Робертом Волкманом, Джорджем Давенпортом и Сьюзан Терри, Procter & Gamble
- 1997 г. — Simultaneous Management American Management Association
- 2000 г. — Project Management Success Stories совместно с Эдвардом Хоффманом, John Wiley & Sons
- 2005 г. — Shared Voyage: Learning and Unlearning from Remarkable Projects совместно с Тодом Постом и Эдвардом Хоффманом, NASA
- 2009 г. — Breaking the Code of Project Management Palgrave Macmillan
- 2012 г. — Mastering the Leadership Role in Project Management: Practices that Deliver Remarkable Results, FT Press